# امیر محمد شهنوازی
امیر محمد شهنوازی (زاده ۵ اردیبهشت ۱۳۷۶ در زاهدان) یک وزنه‌بردار ایرانی است.و عضو تیم پناهندگان در کشور آلمان خود را برای بازی های المپیک آماده می‌کند.

## سوابق و افتخارات
وی در مسابقات قهرمانی وزنه‌برداری جهان ۲۰۱۹ موفق به کسب مدال طلا دوضرب و مدال برنز مجموع در دسته ۸۹ کیلوگرم شد. شهنوازی در قهرمانی جهان ۲۰۲۲مدال طلا دوضرب و نقره مجموع را کسب کرد. وی اکنون عضو تیم پناهندگان در کشور آلمان است.